# Roger Puigbò i Verdaguer
Roger Puigbò i Verdaguer (Vic, Osona, 20 de març de 1978) és un atleta adaptat en cadira de rodes.
Lesionat medul·lar D5-D6 a conseqüència d'un accident en bicicleta l'estiu del 1992, es va iniciar en la pràctica de l'atletisme en cadira de rodes l'any 1993. Per la seva lesió, paraplegia sense funció de tronc, està classificat com a T53. La seva primera participació en una competició oficial va ser el 28 de novembre d'aquell any, en la 70a Cursa Jean Bouin, Campionat d'Espanya de Cross en cadira de rodes.
D'aleshores ençà participa en una trentena de proves a l'any, tant de pista com de fons en carretera.

## Competicions disputades
- Ha participat en els Jocs Paralímpics d'Atenes del 2004, els de Pequín del 2008 i els de Londres del 2012, en els Campionats Mundials de Birmingham 1998, Bollnäs (Indoor) 2006, Assen 2006 i Christchurch (Nova Zelanda) 2011, en els Campionats Europeus de Nottwil 2001, Assen 2003, Espoo 2005, Göteborg (Suècia) 2006 i Stadskanaal (Holanda) 2010 i 2012, en els Jocs del Mediterrani 2001 a Tunísia, 2005 a Almeria, 2009 a Bari (Itàlia) i 2013 a Mersin (Turquia).
- Plusmarquista estatal absolut de 200 m, 800 m, 1.500 m, 5.000 m i mitja marató, i de totes les distàncies en la seva categoria (T53).

## Palmarès
- Diploma Paralímpic (5è classificat) en els 800 m a Atenes 2004 http://www.paralympic.org/release/Main_Sections_Menu/Sports/Results/paralympics_results.html?sport=athletics&competition=2004PG&gender=m&discipline=&event=800+m&eclass=T53.
- Diploma Paralímpic (5è Classificat) en els 800 m a Beijing 2.008 http://results.beijing2008.cn/WRMP/ENG/INF/AT/C73G/ATM853101.pdf Arxivat 2013-12-02 a Wayback Machine..
- Campió del Món Indoor de 800 m i Subcampió de 3.000 a Bollnäs (Suècia) 2006.
- Subcampió del Món de 800 m T53, 5è als 5.000 m T54 i 5è a la Marató als IPC World Athletics Championships a Christchurch (Nova Zelanda) 2011.
- Subcampió d'Europa de 800 m i 3r classificat en 400 m (Assen (Holanda) 2003).
- Campió d'Europa de 400 m, Subcampió de 800 m i Marató a Espoo (Finlàndia) 2005.
- Subcampió d'Europa de Mitja Marató (Lisboa 2001)
- Campió d'Europa de 800 m, i 5.000 m i 3r classificat en els 1.500 m, a StadsKanaal (Holanda) 2010.
- Recordman mundial de 800 m (Muttenz - Suïssa - 2.011).
- Recordman d'Europa de 800 m (Arbon - Suïssa - 2010)
- 15 cops Campió d'Espanya de Cross en Cadira de Rodes Cursa Jean Bouin (Barcelona 1998, 1999, 2000, 2002, 2003, 2004, 2005, 2006, 2007, 2008, 2009, 2010, 2011, 2012 i 2013)
- 1r classificat a la prova dels 800 m a les GIO Summer Down Under de Canberra (Sèries Australianes) 2012.
- 1r classificat a la prova de 800 m i 3r a les de 400 m i 5.000 m, als Campionats Open del Japó, Osaka 2007.
- 2 cops Campió d'Espanya de Mitja Marató (Alfaro 1998 i 2000) i Subcampió el 1999.
- 6 Cops Campió de Catalunya de Mitja Marató (Sitges, 1998, 1999, 2001, 2002, 2003 i 2004) i 2 vegades 2n classificat (1997 i 2000).
- 7 cops Guanyador Milla Internacional d'Almoradí. (1997, 1998, 1999, 2000, 2001, 2002 i 2003)
- Guanyador 1500 m Meeting Internacional IAAF Notturna de Milano 2003.
- 2 cops Guanyador 1500 m Meeting Internacional IAAF Ciutat de Barcelona 1999 i 2000.
- Guanyador 1500 m Meeting Internacional IAAF Encontre Catalunya Anglaterra Iugoslàvia (Barcelona 2003)
- 6 Cops Guanyador Marató de Barcelona (1998, 1999, 2001, 2003, 2004 i 2010) i 4 Cops 2n classificat 2000, 2002,2009 i 2013)
- 13 Cops Guanyador de la Maratón de Sevilla (1998, 2000, 2001, 2002, 2003 2004, 2005, 2006, 2007,2009, 2010, 2012 i 2013) i 2n classificat el 1999.
- Guanyador de la Marató de Schenkon (Suïssa) 2008 i 4t classificat el 2006.
- Guanyador de la Marató d'Oensingen(Suïssa) 2009 i 4t classificat el 2007 i 2005.
- Guanyador de la Maratón Internacional de Lanzarote 2012.
- Guanyador 1a Meia Maratona de l'Algarve, 2005.
- Guanyador Meia Maratona Portugal 2007, 2011 i 2012.
- 3r classificat en la Marató de Berlín 2000 i 2006.
- 3r classificat a la Marató d'Oita (Japó) 2007, 4t el 2005 i 7è el 2010.
- 3r classificat a la Marató de París (França) 2009, 4t classificat 2006 i 2008, 5è classificat el 2007 i 6è el 2010.
- 4t classificat a la New York City Marathon (USA) 1996 i 2009, 5è classificat el 2008 i 11è el 2010.
- 3r classificat a la Marató de Boston (USA) 2009 i 5è classificat el 2006.
- Guanyador de la Meia Maratona de Lisboa (POR)el 2013, 2n classificat el 2012, 3r el 2000, 2004, 2005, 2009 i 2010 i 5è classificat el 2007.
- 3r classificat a la cursa Oz Day 10 km a Sydney (Austràlia) 2007.
- 11 vegades guanyador de la Sant Silvestre de Barcelona (Cursa dels Nassos) 2002, 2003, 2004, 2005, 2006, 2007, 2008, 2009,2010, 2011 i 2012.
- 2n classificat a la Mitja Marató d'Oita (Japó) 2002 i 3r classificat el 2003.
- 5è classificat a la NG Georgia Half Marathon d'Atlanta (USA) 2008.
- 4 Cops Guanyador Milla Urbana de Cuenca (1999, 2000, 2001 i 2003) i 2n classificat el 1998.
- 3 cops Guanyador de la Behobia-Donostia el 2004, 2005 i 2006 i 3 Cops 2n classificat (1999 i 2003 i 2007).
- 2 cops Guanyador Cursa en Cadira de Rodes La Vall d'Uixó 2003 i 2004.
- Guanyador de la 1a i 3ª edicions de la Carrera Liberty Seguros de Madrid (2008 i 2010).
- 3 cops Guanyador Milla Urbana Memorial Natalia Marco Sant Vicent del Raspeig 2003, 2006 i 2007.
- 6 cops guanyador de la Media Maratón Adaptada Internacional de Bilbao, 2004, 2005, 2006, 2007, 2008 i 2009.
- 9 cops guanyador de la Mitja Marató de Gavà-Castelldefels-Gavà, 1999, 2000, 2001, 2003, 2004, 2005, 2006, 2007 i 2009.
- 11 Cops Guanyador de la Mitja Granollers Les Franqueses La Garriga Granollers (1998, 1999, 2000, 2001, 2002, 2003, 2004, 2005, 2006, 2009 i 2012) i 4 vegades 2n classificat (1995, 1996, 1997 i 2012).
- Guanyador de les 5 edicions de la Marató Plana de Vic.
- Guanyador de les 9 edicions de la Mitja Marató Ciutat de Vic, etc. Etc.